# Bertini-Preis
Der Bertini-Preis zeichnet in Hamburg Einzelpersonen, Gruppen oder Schulklassen für couragiertes Eintreten gegen Unrecht, Ausgrenzung oder Gewalt von Menschen gegen Menschen aus. Der Preis wird jährlich am 27. Januar des Folgejahres, dem Holocaust-Gedenktag, im Ernst-Deutsch-Theater verliehen und ehrt insbesondere Projekte, die sich mit den Themen Erinnerungskultur, Antisemitismus, Rassismus und Soziale Gerechtigkeit beschäftigen.

## Geschichte und Hintergrund
Der Preis wurde im Jahr 1998 ins Leben gerufen. Der Name des Preises geht zurück auf den Roman Die Bertinis, in dem der Hamburger Schriftsteller Ralph Giordano das Schicksal seiner Familie während der Verfolgung in der Zeit des Nationalsozialismus schildert. Entstanden ist der Preis auf Initiative des 2023 im Alter von 80 Jahren verstorbenen Pädagogen Michael Magunna, der im Jahr 2015 dafür das Bundesverdienstkreuz am Bande erhielt. Der Preis wird getragen von einem Verein, in dem sich unterschiedliche ideelle und materielle Förderer zusammengefunden haben.
Ziel des Preises ist die Förderung von Projekten, die sich im Rahmen von Unterricht, Seminaren und Arbeitsgemeinschaften in Schule und Universität, Jugendgruppen oder in der Freizeit gegen Ausgrenzung von Menschen wenden, die Erinnerungsarbeit leisten und Spuren vergangener Unmenschlichkeit in Hamburg sichtbar machen. Er will junge Menschen mit Zivilcourage würdigen, die ungeachtet der persönlichen Folgen mutig eingegriffen haben, um Unrecht, Ausgrenzung und Gewalt von Menschen gegen Menschen zu verhindern. Für Schulen hat der Verein Unterrichtsmaterial erstellt.

„Es zählt zu den Wundern meines Lebens, dass ich ein Buch geschrieben habe, das zu einer Hamburger Institution führte, die sich um den Mitmenschen kümmert. Schöneres kann es nicht geben.“

Eine Reihe von Fördernden unterstützt die Vergabe des Preises. Die Moderation der Preisverleihung, an der zahlreiche Prominente teilnehmen – wie beispielsweise bis kurz vor ihrem Tod die fast hundertjährige Peggy Parnass –, wird ebenfalls von Prominenten wie Julia-Niharika Sen übernommen. Den Preisträgern ist auf der Website des Preises eine gesonderte Unterseite gewidmet, auf der seit 2011 einige Projekte vorgestellt werden.

## Vergabe
Die Vergabe des Preises erfolgt durch eine Jury, die sich aus den Mitgliedern des Vereines Bertini-Preis e.V. sowie weiteren Personen zusammensetzt. Bewerben können sich Gruppen oder Einzelpersonen bis zu einem Alter von 27 Jahren, die sich mit kreativen Projekten oder Initiativen für eine offene und demokratische Gesellschaft engagieren. Die Preise haben einen Gesamtwert von 10.000 Euro. Der Vereinssitz befindet sich im Landesinstitut für Lehrerbildung und Schulentwicklung.

## Preisträger

Bertini-Preis 2024, Preisverleihung 2025

Jährlich werden mehrere Einzelpersonen und Projekte, an denen Teams von einigen oder über hundert Mitwirkenden beteiligt sind, mit dem Bertini-Preis ausgezeichnet. Seit dem Jahr 2011 ist eine Übersicht über alle Preisträger sowie weitere Informationen zu ihren Projekten auf der Website des Bertini-Preises abrufbar.
Die Namen der einzelnen Preisträger werden mitunter in den Medien erwähnt, bleiben hier aber aus Gründen des Persönlichkeitsschutzes der jungen Menschen außen vor.
Nachfolgend findet sich eine unvollständige Auflistung der seit 1998 gewürdigten Preisträger, ergänzt durch die Laudatoren bei den jeweiligen Preisverleihungen. Einige der Festreden sind im vollen Wortlaut im Internet veröffentlicht, darunter jene von Wolfgang Thierse, von Wolf Biermann, eine von Isabella Vértes-Schütter verlesene Ansprache von Ralph Giordano und die Festrede von Marione Ingram.
Mit dem Bertini-Preis ausgezeichnete Projekte (aufsteigend nach Auszeichnungsjahr):
- 1998: 6 Projekte[12]

1. Gesamtschule Allermöhe: Eine Projektgruppe erforschte, nach welchen Frauen Straßen in Hamburg-Neuallermöhe benannt sind und erinnerten in ihrer Dokumentation unter anderem an Rahel Varnhagen und Margit Zinke.
- 1999: 4 Projekte

1. Heisenberg-Gymnasium Hamburg: Interviews mit und Biografie über Marie-Luise Schultze-Jahn, die als junge Studentin die Aktionen der Widerstandsgruppe Weiße Rose unterstützte.
2. Gesamtschule Bergedorf: Projekt Oma, erzähl' doch mal von früher
3. Gymnasiums Buckhorn: Dokumentation zu Hilde Wulff, die im Nationalsozialismus für Behinderte, jüdische Kinder und Kinder von Kommunisten sorgte.
4. Albert-Schweitzer-Gymnasium: Einrichtung einer Suppenküche für Hamburger Obdachlose.
- 2000: 7 Projekte[15]

1. Wirtschaftsgymnasiums Gropiusring und Gesamtschule Steilshoop: Theaterstück über Flüchtlingsschicksale
- 2001: Festrede Wolfgang Thierse[16][17]

1. Integrierte Haupt- und Realschule Hegholt: Aktionen gegen Rechtsextremismus in Bramfeld, Organisation einer Podiumsdiskussion (Hegholt gegen Rechts) und einer Demonstration (Motto: Schüler für mehr Toleranz, Teilnehmer: mehr als 450 Jugendliche) am 8. Mai (Tag der Befreiung).
- 2002: 9 Projekte,[18] Festrede Dagmar Reim[19]

1. Verein Jugendinitiative Politik: Projekt Future Bus. Organisation einer mobilen Ausstellung mit 16 Tafeln zu den Themen Intoleranz, Alltagsrassismus und Rechtsextremismus, wobei das Team vor verschiedenen Schulen die Diskussion mit den dortigen Schülern über aktuelle Entwicklungen in rechts- wie auch in linksextremistischen Szenen suchte. Zum Team gehörte die spätere Hamburger Politikerin Anna Gallina.
- 2003: 7 Projekte[21]

1. Berufschulzentrum Bergedorf: Eine drohende Schlägerei zwischen tschetschenischen und afghanischen Jugendlichen wurde verhindert.
2. Ein Schüler: In einer Dokumentenanalyse wurde am Beispiel des Konzentrationslagers Neuengamme nachgewiesen, dass viele Verbrechen ungesühnt blieben und ein beträchtlicher Teil der Täter nicht verfolgt wurde.
- 2004:

1. Heisenberg-Gymnasium: Zwei Schülerinnen verfassten eine Dokumentation zur ehemaligen Zwangsarbeiterin Tamara Nassonova und ließen eine Gedenktafel für Johanna Günther, eine Unterstützerin der Zwangsarbeiterinnen auf dem Harburger Friedhof aufstellen.
- 2005:

1. Heisenberg-Gymnasium: Projekt Seiner Unterwertigkeit wegen nicht tragbar. Dokumentation über einen behinderten Fünfjährigen, der NS-Euthanasieopfer wurde.
- 2006: 7 Projekte,[26] Festrede Lea Rosh[27]

1. Heisenberg-Gymnasium: Facharbeit über die Swing-Kids in der NS-Zeit.
2. Sophie-Barat-Schule: Die Schülerzeitung Sophies Unterwelt von Nico Semsrott und seinen Mitschülern wurde 2004 als Gegenzeitung zur offiziellen Zeitung Sophies Welt gegründet und musste, weil deren Verteilung auf dem Schulgelände von der Schulleitung untersagt worden war, vor der Schule verteilt werden.
- 2007: 2 Projekte, Festrede Anne Will[30]

1. Ein ehemaliges Mobbingopfer richtete die Internetseite schueler-gegen-mobbing.de für Betroffene ein.
2. Ganztagsschule St. Pauli: Die Abschiebung eines illegal eingereisten türkischen Mädchens wurde verhindert.
- 2008: 6 Projekte, Festrede Manfred Lahnstein[33]

1. Alexander-von-Humboldt-Gymnasium: Zwei Schüler schrieben und verlegten gemeinsam mit anderen Schülerinnen und Schülern ihrer Schule das Buch Weitergelebt: Sieben jüdische Schicksale über in Israel lebende Holocaust-Überlebende als Zeitzeugen.
2. Albert-Schweitzer-Gymnasium: Organisation und Durchführung einer szenische Lesung, indem Opferberichte von Zwangsarbeitern den Aussagen der eigenen Großeltern gegenübergestellt wurden.
3. Heisenberg-Gymnasium: Zwei Schülerinnen porträtierten eine jüdische Familie im Dritten Reich.
4. Gymnasium Grootmoor: Drei Schüler des Bramfelder Gymnasiums drehten einen Dokumentarfilm über medizinische Versuche an Kindern im KZ Neuengamme.
- 2009: 6 Projekte,[35] Festrede Ralph Giordano

1. Gesamtschule Bergdorf: Theaterstück Romeo und Jasmin – Mord an der Ehre
2. Musikerschicksale in der NS-Zeit: Verfolgt, verfemt, vertrieben
3. Agnes Gierck, eine verkannte Heldin
4. Ein unerkannter Held: Das Leben des Georg Mewes (1909–1944)
5. Auf den Spuren des Warschauer Aufstandes in Harburg
6. Uetersen im Nationalsozialismus.
- 2010: 5 Projekte,[37] Festrede Klaus von Dohnanyi

1. Albert-Schweitzer-Gymnasium in Klein Borstel: Erarbeitung eines Konzepts für ein Hörspiel über Yvonne Mewes, Aufnahme mit mehreren Sprechern in einem professionellen Tonstudio und Erstellung einer CD mit didaktischem Material und Fragebogen für den Schulunterricht.
- 2011: 7 Projekte,[39] Festrede Ortwin Runde

1. Heinrich-Heine-Gymnasium: Erstellung eines Dokumentarfilm über Ernst Lossa, Jenischer und Opfer der Krankenmorde in der Zeit des Nationalsozialismus im Rahmen der Aktion T4.
- 2012: Festrede Ralph Giordano[41]

1. Max-Brauer-Schule: Die Abschiebung einer Mitschülerin und ihrer Familie wurde verhindert und eine Aufenthaltserlaubnis für sie erreicht.
- 2013: Festrede Ralph Giordano

1. Stadtteilschule Eidelstedt: Erstellung eines fiktiven Tagebuchs und Beschreibung der Reise des Kameruner Prinzen Samson Dido, der 1886 aufgrund eines Vertrages mit Zoodirektor Carl Hagenbeck mit einigen Familienangehörigen in dessen Völkerschau vorgeführt wurde.
- 2014: 5 Projekte, Festrede Wolf Biermann[44][45]

1. Alexander-von-Humboldt Gymnasium: Unter dem Titel Blutdruck wurde das Skript für ein an den Film Gattaca angelehntes Theaterstück über Genmanipulation geschrieben.
- 2015: 5 Projekte, Festrede Aydan Özoğuz,[48]

1. Ludwig-Meyn-Gymnasium: Die Aufhebung der Ehrenbürgerschaft von Adolf Hitler in der Stadt Uetersen wurde erreicht.
2. Gymnasium Finkenwerder: Recherchen zum behinderten NS-Euthanasieopfer Hermann Quast.
- 2016: 4 Projekte, Festrede Patrick Abozen[52]

1. Eine gehörlose Studentin und ihre Mitstreiter gründeten Deaf Refugees Welcome zur Unterstützung und Beratung von gehörlosen Flüchtlingen.
- 2017: 5 Projekte, Festrede Anja Reschke[54]

1. Gymnasium Kaiser-Friedrich-Ufer: Erstellung eines Musikvideos zum selbst produzierten Lied Humanity Rap gegen Ausgrenzung.
- 2018: 4 Projekte, Festrede Olaf Scholz[56]

1. Albert-Schweitzer-Gymnasium: Stolpersteine zu NS-Opfern werden um Kreidesprayporträts der Opfer ergänzt.
- 2019: 4 Projekte, Festrede Michel Abdollahi,[59]

1. Ida-Ehre-Schule: Aus so unterschiedlichen aktuellen Anlässen wie der Ermordung des Journalisten Jamal Khashoggi oder der ungleichen Verdienstmöglichkeiten von Mann und Frau erwuchs die Befassung mit den Menschenrechten, die nach ausgiebiger Recherche und Blick in die UN-Behindertenrechtskonvention in ein Theaterstück mündete, das in der Schule und der Apostelkirche aufgeführt wurde.
- 2020: 5 Projekte, Festrede Kirsten Fehrs[61]

1. Gymnasium Kaiser-Friedrich-Ufer: Der Angriff auf einen jüdischen Studenten vor der Synagoge in Hamburg-Eimsbüttel war Anlass, ein Video mit einer Solidaritätsbekundung für die jüdische Gemeinde zu drehen und, weil es nach Israel gelangte, eine zweite Version mit englischen Untertiteln versehen.
- 2022: 4 Projekte, Festrede Marione Ingram[63][64]

1. Helmut-Schmidt-Gymnasiums: Die Theater-AG veranstaltete zwei Gedenkrundgänge in Erinnerung an Nazi-Verbrechen und Diskriminierung in St. Georg
2. Emilie-Wüstenfeld-Gymnasium: Performance in Gedenken an Gretchen Wohlwill
3. Gymnasium Altona: Bearbeitung der Aufarbeitungsgeschichte des KZ Neuengamme
4. Stadtteilschule Bergedorf: Die Queer AG drehte ein Video gegen Ausgrenzung.
- 2023: 6 Projekte, Festrede Carola Veit

1. Jugendfeuerwehr Hamburg: Zur Stärkung der demokratischen Haltung wurde als Teil des jährlichen Bildungsprogramms im Rahmen des Projekts Geschichte nacherlebbar machen ein Wochenendseminar in der KZ-Gedenkstätte Neuengamme organisiert, zu dem sich junge Feuerwehrleute aus allen 66 Jugendfeuerwehren Hamburgs anmeldeten.
- 2024: 6 Projekte, Festrede Ruben Herzberg

1. Stadtteilschule am Hafen: Im Projekt Die Stimme von Rom*nja und Sinti*zze im Theater entstanden, deren Verfolgung während der NS-Zeit thematisierend, drei Theaterstücke mit den Titeln Romanilution, Das Haus brennt und Romplay Performance Soup, die unter anderem an der Berliner Volksbühne aufgeführt wurden.
- 2025: Festrede Mo Asumang[67][68][69]